# 더글러스 DC-1

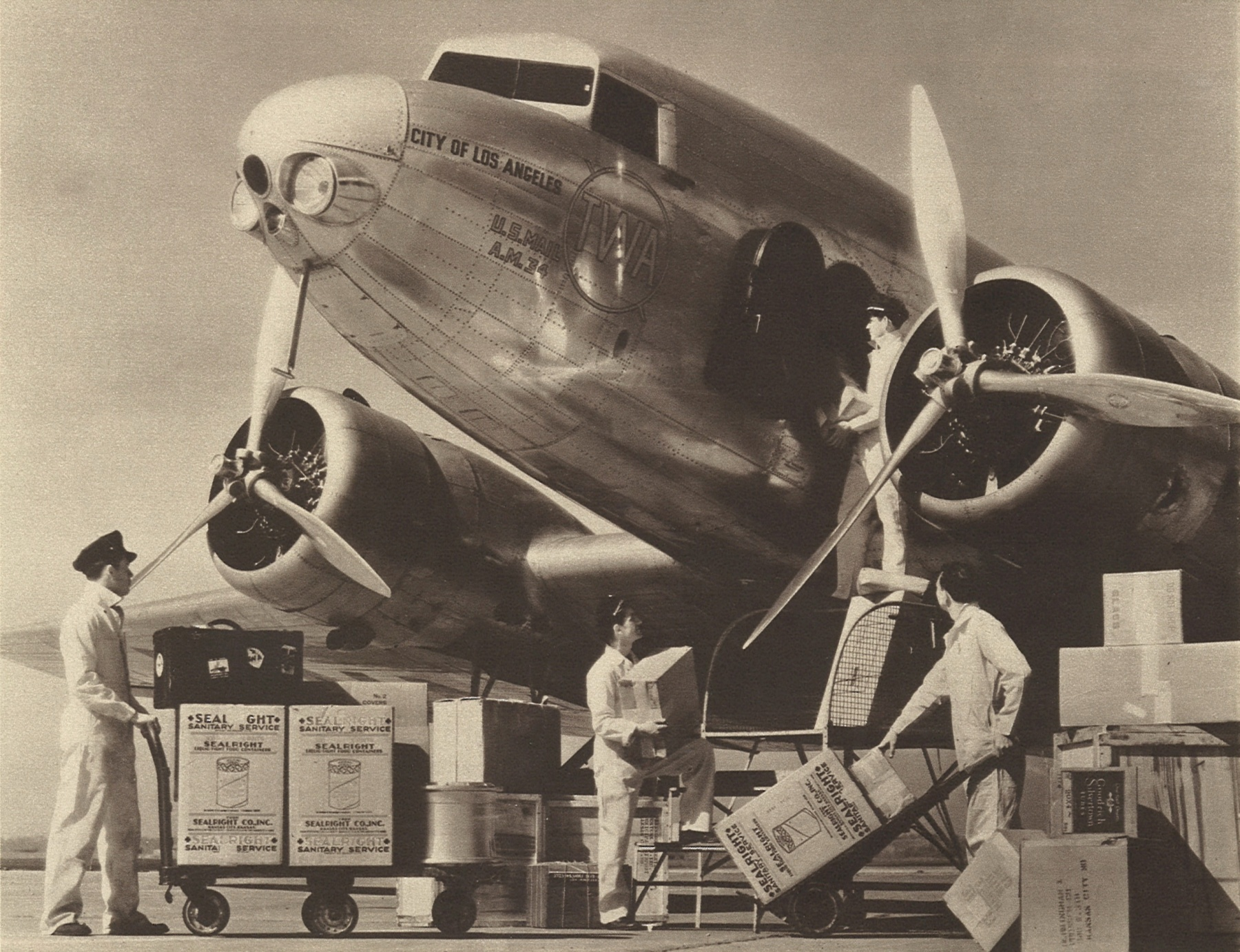

더글러스 DC-1은 1933년 첫 비행을 한 더글러스 사의 저익 금속제 쌍발엔진의 실험적 여객기였다. 1931년 트랜스월드 항공의 트랜스월드 항공 599편이 추락하는 사고가 있었다. 사고 원인은 목재로 만든 기체에 손상이 가 있었다는 것이었다. 이런 사고를 없애기 위해 TWA는 좀 더 안전하고 새로운 비행기를 원하였고, 그에 따라 보잉 사는 자신들이 실패한 쌍발 XB-9폭격기를 개량한 보잉 247이라는 쌍발 여객기를 만들었다.

## 성능 및 제원
승무원: 조종사 두 명, 항법사 1명
- 승객: 12명
- 동체의 길이: 60 ft (18.28 m)
- 주익의 길이: 56 ft (17.,06 m)
- 기체의 높이: 16 ft 10 in (4.88 m)
- 아무것도 싣지 않고 있을 때의 무게: 11,400 lb (5,171 kg)
- 최대 이륙 가능한 무게: 17,500 lb (7,938 kg)
- 동력원: 2기의 라이트 사이클론 SGR-1820F 공냉식 엔진
- 최대속도: 232 mph (373 km/h)
- 순항속도: 186 mph (300 km/h)
- 항속거리: 930 mi (810 nm, 1,500 km)
- 상승고도: 23,000 ft (7,010 m)

## 관련된 개발
- 더글러스 DC-2
- 더글러스 DC-3

## 같이 보기
- 더글러스 DC-2
- 더글러스 DC-3
- 보잉 247